# ۴۶۲ (پیش از میلاد)
۴۶۲ (پیش از میلاد) ۴۶۲مین سال قبل از تقویم میلادی است.